# Wolfgang Mertin
Wolfgang Mertin (* 1942) ist ein deutscher Dokumentarfilmer.

## Leben
Mertin, dessen Vater als Soldat in Stalingrad fiel, war Korrespondent des DDR-Fernsehens in der Sowjetunion.
Nach der Wende und friedlichen Revolution in der DDR erstellte er für Arte und andere Sender Reportagen zu und über Russland. So folgte er den Spuren von Roald Amundsen vom Kap Tscheljuskin nach Dikson, machte eine Motorrad-Expedition durch die Wüste Karakum, und folgte den Feldzügen des Dschingis Khan. Des Weiteren bebilderte er den Kampf ums Überleben in einem Moskauer Knast und dokumentierte die Nenzen-Nomaden in der sibirischen Tundra.
Mertin lebt seit einigen Jahren in Vorarlberg.

## Filmografie
- 1987: Feuerstuhl und Wüstensand. Auf MZ durch die Karakum.[2]
- 2008: Arktis. Die Route der Atomeisbrecher
- 2009: Die neuen Nomaden von Kirgisistan
- 2013: Die Polarbahn. Auf Schienen durch das ewige Eis
- 2015: Sibirien. Der Kapitän und die Lena
- 2017: Sibirien. Die Eisstraße ins Polarmeer